# Duas Igrejas (Miranda do Douro)
Duas Igrejas of Dues Eigreijes (mirandees) is een plaats (freguesia) in de Portugese gemeente Miranda do Douro en telt 744 inwoners (2001).

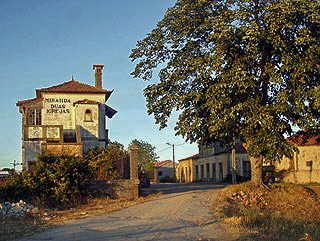
Duas Igrejas tram station.